# 松平定逵
松平 定逵（まつだいら さだみち）は、江戸時代中期の大名。諱は定達とも。越後国高田藩2代藩主。定綱系久松松平家4代。官位は従五位下・因幡守。

## 略歴
高田藩初代藩主・松平定重の五男として誕生。母は駒井氏。
元禄4年（1691年）に叙任する。正徳2年（1712年）9月7日、父の隠居により跡を継いだ。
享保3年（1718年）9月10日に42歳で死去し、跡を次男・定輝が継いだ。法号は斉西院殿寂誉天安大居士。

## 系譜
- 父：松平定重（1644-1717）
- 母：駒井氏
- 正室：岩姫 - 大久保忠朝の養女、大久保忠増の娘
- 継室：烏丸光雄娘
  - 次男：松平定輝（1704-1725）
- 生母不明の子女
  - 三男：松平定倫
  - 女子：幾姫 - お菟、松平定儀養女、山内豊常正室のち松平定賢正室
- 養子
  - 女子：千賀姫 - 堀田正亮正室、松平定儀の娘